# Henry's Dream
Henry's Dream es el séptimo álbum de estudio del grupo australiano Nick Cave and the Bad Seeds, publicado por la compañía discográfica Mute Records en abril de 1992.
El álbum ha sido uno de los más favorecidos por la crítica musical, aunque el propio Cave se mostró insatisfecho con la producción musical de David Briggs. Briggs prefería un método de grabar en directo en el propio estudio que usó anteriormente con Neil Young, lo cual llevó a Cave y a Mick Harvey a remezclar el álbum y a publicar posteriormente Live Seeds. 
Fue el primer álbum en incluir a los nuevos miembros de The Bad Seeds Martyn P. Casey al bajo y Conway Savage al piano, ambos australianos. 

## Publicación
Henry's Dream fue publicado en CD, LP y casete el 29 de abril de 1992 en el Reino Unido y el 12 de mayo en los Estados Unidos. Aunque fue publicado por Mute Records, la distribución del álbum a nivel internacional fue llevada a cabo por otros sellos: Indisc lo publicó en Bélgica, Liberation Records en Australia, Alfa Records en Japón, Virgin Records en Francia y Elektra Records en los Estados Unidos. La edición australiana estuvo disponible en una caja recopilatoria con un casete promocional con tres canciones, y las primeras ediciones francesas incluyeron un CD promocional con «Papa Won't Leave You, Henry», «Straight to You», «Brother, My Cup is Empty» y «Loom of the Land». Ediciones limitadas de otras impresiones fueron publicadas con un póster y una camiseta. Una segunda impresión del álbum fue publicada el 13 de febrero de 1996 en Europa y los Estados Unidos.
El 29 de marzo de 2010, Mute Records publicó una versión remasterizada de Henry's Dream en formato CD/DVD, incluyendo el álbum remasterizado, una mezcla en sonido 5.1, temas extra, un pequeño documental sobre el álbum, videos musicales de los sencillos y nuevas notas.
El álbum produjo dos sencillos: «Straight to You» y «I Had a Dream, Joe», publicados respectivamente el 30 de marzo y el 31 de agosto. Los sencillos obtuvieron un éxito moderado: ambos entraron en la lista de sencillos de Australia en los puestos 96 y 75 respevtivamente, mientras que «Straight to You» llegó al puesto 68 en la lista británica UK Singles Chart en abril de 1992. 

## Gira
Nick Cave and the Bad Seeds promocionaron Henry's Dream con una gira por Europa, Norteamérica, Japón y Australia en 1992. La gira consistió en cinco etapas y cincuenta y cinco conciertos que comenzaron en Norwich, Inglaterra el 26 de abril de 1992 y concluyó en Brisbane, Australia el 12 de diciembre. En 1993, la banda continuó la gira, añadiendo dos nuevas etapas y veintitrés conciertos en Australia, Europa e Israel, que comenzó el 24 de enero de 1993 en Melbourne y concluyó el 10 de junio en Düsseldorf, Alemania. Durante la gira, la banda tocó en varios festivales de música, incluyendo Pukkelpop, Reading Festival, Livid, Big Day Out y Via-Rock.
Grabaciones de la gira fueron incluidas en Live Seeds, el primer álbum en directo del grupo. Filmaciones de dos conciertos del grupo en el Paradiso de Ámsterdam los días 2 y 3 de junio de 1992 fueron incluidos en el DVD Live at The Paradiso, publicado junto al documental de la gira The Road to God Knows Where (1990) en 2006.

## Recepción
Desde su publicación, Henry's Dream obtuvo reseñas generalmente positivas de la prensa musical. David Browne de Entertainment Weekly dijo que «Henry's Dream puede finalmente demostrar de qué se trata este alboroto», otorgándole una calificación de B+. Ned Raggett, editor de Allmusic, anotó que el álbum «mostró el grupo en plena forma y feroz una vez más», describiendo las letras de Cave como «una serie de sorprendentes y convincentes letras que exploran de nuevo sobre el amor, la lujuria y la muerte», y comentó que las canciones «muestran las habilidades de The Seeds en la fusión de estilos antiguos con ruidosa agresión y tensión». Raggett también definió «Loom of the Land» como «una de las mejores canciones de Cave» y dio al álbum cuatro de un total de cinco estrellas. Por otra parte, Spin y Rolling Stone otorgaron al álbum su máxima puntuación. Sin embargo, Robert Christgau, editor de Village Voice, otorgó al álbum una calificación de C y comentó: «Si esta es tu idea de gran composición, debes ser maduro para su culto. De lo contrario, olvídalo: solo la voz definitivamente no hará el truco».
Henry's Dream fue situado en varias listas sobre los álbumes del año, particularmente en el Reino Unido. Melody Maker lo situó en el puesto siete de la lista de finales de año en 1992, NME en el puesto cinco, y Vox en el puesto 14.

## Lista de canciones
Todas las canciones escritas y compuestas por Nick Cave. 
| N.º   | Título                        | Duración |  |
| 1.    | «Papa Won't Leave You, Henry» | 5:54     |  |
| 2.    | «I Had a Dream, Joe»          | 3:43     |  |
| 3.    | «Straight to You»             | 4:35     |  |
| 4.    | «Brother, My Cup Is Empty»    | 3:02     |  |
| 5.    | «Christina the Astonishing»   | 4:51     |  |
| 6.    | «When I First Came to Town»   | 5:22     |  |
| 7.    | «John Finn's Wife»            | 5:13     |  |
| 8.    | «Loom of the Land»            | 5:08     |  |
| 9.    | «Jack the Ripper»             | 3:45     |  |
| 41:33 |                               |          |  |

## Personal
Nick Cave and the Bad Seeds
- Nick Cave: voz, piano (8), órgano (5, 8), armónica (6)
- Mick Harvey: guitarra rítmica, piano (3), órgano (2, 3, 4, 7), vibráfono (5), batería (3), percusión (5), coros
- Blixa Bargeld: guitarra y coros
- Martyn P. Casey: bajo y coros
- Conway Savage: voz y piano (6), piano rhodes (8)
- Thomas Wydler: batería y percusión

Invitados
- Dennis Karmazyn: chelo
- Bruce Dukov: violín
- Barbara Porter: violín

Equipo técnico
- David Briggs: productor musical, mezclas (4, 5)
- Chuck Johnson: ingeniero de sonido
- Nick Cave: productor y mezclas
- Mick Harvey: productor y mezclas
- Tony Cohen: ingeniero y mezclas (1-3, 6-9)
- Anton Corbijn: dirección artística y fotografía
- Amy Hanson: diseño

## Posición en listas
| País          | Lista                    | Posición |
| ------------- | ------------------------ | -------- |
| Australia     | Australian ARIA Charts   | 41       |
| Austria       | Ö3 Austria Top 40        | 40       |
| Países Bajos  | Dutch Top 40             | 70       |
| Alemania      | Media Control Charts     | 59       |
| Suecia        | Swedish Albums Chart     | 49       |
| Nueva Zelanda | New Zealand Albums Chart | 47       |
| Reino Unido   | UK Albums Chart          | 29       |